# Schönfeld, Stendal
Schönfeld là một đô thị thuộc huyện Stendal, bang Sachsen-Anhalt, Đức. Đô thị Schönfeld, Stendal có diện tích 20,3 km², dân số thời điểm ngày 31 tháng 12 năm 2006 là 231 người.